# Dunbaria parvifolia
Dunbaria parvifolia là một loài thực vật có hoa trong họ Đậu. Loài này được X.X.Chen miêu tả khoa học đầu tiên.